# Zapala
Zapala je město v jihozápadní Argentině, ležící na západě provincie Neuquén. Je hlavním městem departementu Zapala. Při sčítání lidu v roce 2010 mělo město 32 097 obyvatel. Zapala je tak třetím největším městem provincie. Město bylo založeno v roce 1913. Je častou zastávkou turistů, kteří směřují do And a Chile. V blízkosti města se nachází také Národní park Laguna Blanca.